# (3861) Lorenz
(3861) Lorenz (A910 FA) – planetoida z pasa głównego asteroid okrążająca Słońce w ciągu 4,08 lat w średniej odległości 2,55 j.a. Odkrył ją Joseph Helffrich 30 marca 1910 roku.